# Independencia (distrito de Lima)
O distrito de Independencia é um dos quarenta e três distritos que formam a Província de Lima, pertencente a Região Lima, na zona central do Peru. Ele está localizado no norte da província e limita ao norte com o distrito de Comas, ao este com o San Juan de Lurigancho, ao sul com o distrito de Rimac e no distrito de San Martin de Porres e oeste distrito de Los Olivos.
O Pampa de Cueva (atual Independência urbanização) centro cerimonial foi construído pelos nossos antepassados quando eles estavam principalmente envolvidos na produção agrícola e tinham alcançado grande desenvolvimento em suas forças produtivas, artes e tecnologia; exigindo, em seguida, ter um lugar onde possam desenvolver suas atividades sociais, a troca de produtos, desenvolvimento de suas vidas, para as suas grandes montagens, e consultas sobre a melhor forma de desenvolver a sua produção agrícola ou o que plantar e quando.

Migração e invasão
Até o início dos anos 50 produziu-se uma forte migração do campo para a capital, o que trouxe ondas de famílias que buscavam um
futuro melhor na capital, conseguindo establecer bairros ao redor da cidade, por isso, diversos assentamentos humanos emergiram como Comas no norte ou Villa El Salvador no sul da cidade de Lima.
Depois de muitas etapas, altos e baixos no Congresso foi à decisão do
Presidente da República Fernando Belaunde Terry, que finalmente criou o novo Distrito de Independência pela Lei nº 14.965, de 16 de março de 1964.

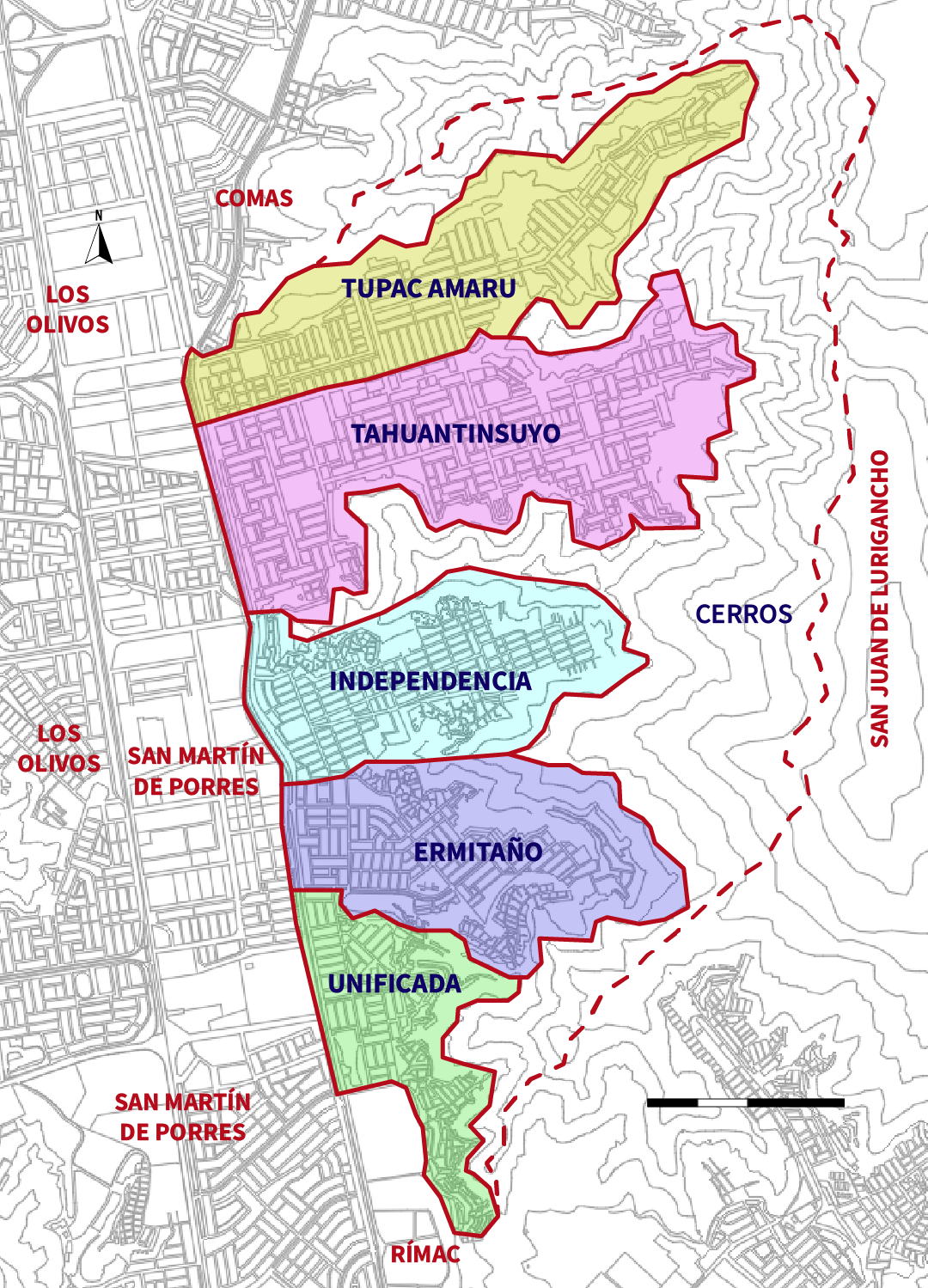
Mapa de áreas

Tem uma área de terra de 12,16 quilómetros quadrados e uma população atual de cerca de 210.000 habitantes.
No distrito de Independencia podem ser identificadas cinco áreas claramente definidas:
- Tupac Amaru (Payet), (ao lado do distrito de Comas) é uma zona onde estão localizados é o eixo de associações de habitação.
- Tahuantinsuyo. Consiste no bairro ou urbanização  Tahuantinsuyo dividida em quatro zonas e cerca de 30 assentamentos estão localizados.
- Independência lugar histórico foi uma dos 4 pré-incas centros cerimoniais desta parte do Lima ,
- O "Eremita" composto por 10 povoados em torno deles.
- A Unificação, é a área que tem 6 assentamentos, que se estendem até a borda da zona militar (Sede Hoyos Rubio), eo -Uni Universidade Nacional de Engenharia), ambos no distrito de El Rimac.

Lugares importantes
- A Bela Adormecida, Autogestionario Ecoturismo Zone, liderada pelos moradores do bairro eremita.
- Floresta de pedra, formações rochosas peculiares nas colinas de Independência, o paradeiro finais "Las Piedras"
- O "Eremita" Stadium, onde campeonatos desenvolver ligas locais.
- "Eremita Marke"t, um dos principal e maior atividade comercial de varejo
- Mercado dos Incas, a principal área de mercado de varejo Tahuantinsuyo.
- A escola nacional de trabalho duro educação independência misto.
- Mercado Central Tahuantinsuyo (2º Distrito), Casa mercado de varejo para pessoas 2ª, 3ª, 4ª Zona e Payet.
- Skate Park, localizado em Tahuantinsuyo, é o principal centro de skate, ciclismo e patinação extrema.
- Rodoviária e oTerminal de ônibus Metropolitano Sistema de Transporte de Lima. Completamente invadindo a largura da avenida Tupac Amaru.

Outros serviços adicionais disponíveis para o Distrito
- Serenazgo (segurança pública), ligado ao Município
- Bombeiros
- Delegacias
- Clínicas e consultórios médicos
- Fitness e Beleza
- Os notários públicos e escritórios de advocacia
- Associações Culturais e paróquia
- Ligas de futebol e voleibol
- Casinos e ranhura

## História
O então Presidente da República, Fernando Belaúnde, sob decreto de 16 de março de 1964, cria o distrito da Independencia.

## Prefeitos
- 2023-2026 Alfredo Reynaga
- 2019-2022: Yuri Pando
- 2015-2018: Evans Sifuentes Ocaña
- 2011-2014: Evans Sifuentes Ocaña.
- 2007-2010: Lovell Yomond Vargas.

## Festas
- Senhor dos Milagres (Lima)

## Transporte
O distrito de Independencia é servido pela seguinte rodovia:
- PE-1N, que liga o distrito de Aguas Verdes (Região de Tumbes) - Ponte Huaquillas/Aguas Verdes (Fronteira Equador-Peru) - e a rodovia equatoriana E50 - à cidade de Lima (Província de Lima) [1][2][3]